# Ochteridae
Ochteridae is een kleine familie van wantsen. De familie werd voor het eerst wetenschappelijk beschreven door Kirkaldy in 1906.

## Uiterlijk
Deze wantsen lijken sterk op de oeverwantsen (Saldidae), ze hebben een ovaal lichaam en grote bolle uitstekende ogen. Ze kunnen tussen de 4.5 en 9 mm lang zijn. De vleugels zijn donker van kleur en hebben vaak lichtere vlekken. In het Engels worden de soorten uit deze familie wel "velvety shore bugs" genoemd vanwege de fluweelachtige haartjes op hun rug. De pootjes zijn aangepast om snel te kunnen rennen, een aantal van hen kan ook springen en kort vliegen. 

## Leefwijze
De meeste soorten leven, net als de oeverwantsen, aan de zonnige oevers van bij voorkeur stilstaand water of op zandbanken waar ze jagen op kleine insecten, springstaarten en vliegenlarven. Ze hebben een onopvallende manier van leven en weten zichzelf goed te camoufleren. De meeste nimfen, en bij een aantal soorten ook de volwassen wantsen, hebben een soort kam of richel op hun hoofd waarmee ze zand over hum achterlijf gooien en dit met hun pootjes verspreiden zodat ze nagenoeg onzichtbaar zijn in hun leefomgeving. De eitjes worden door de vrouwtjes in 
het zand of grind afgezet en de vervellende nimfen maken soms kuiltjes waarin ze na het vervellen twee dagen blijven.

## Leefgebied
De meeste soorten uit deze familie komen over de hele wereld voor, de meeste soorten in de tropen en in Australië. In Europa ook in het middellandse zeegebied.

## Taxonomie
De familie bevat de volgende geslachten:

- Megochterus Jaczewski, 1934
- Ochterus Latreille, 1807
- Ocyochterus Drake & Gómez-Menor, 1954
- Riegerochterus Popov & Heiss, 2014
- †Angulochterus Yao, Zhang & Ren, 2011
- †Floricaudus Yao, Ren & Shih, 2011
- †Pristinochterus Yao, Cai & Ren, 2007
- †Yuripachys Popov, 1986